# Kaput Lager - Gli ultimi giorni delle SS
Kaput Lager - Gli ultimi giorni delle SS è un film del 1977, diretto da Luigi Batzella. È un film di guerra ambientato durante la seconda guerra mondiale.